# Rivertonprisen
Rivertonprisen' er en norsk pris for bedste handling i krimigenren

## Vindere
| År   | Forfatter                          | Titel                                                  |
| ---- | ---------------------------------- | ------------------------------------------------------ |
| 2017 | Aslak Nore                         | Ulvefellen                                             |
| 2016 | Torkil Damhaug                     | En femte årstid                                        |
| 2015 | Kjell Ola Dahl                     | Kureren                                                |
| 2014 | Karin Fossum                       | Helvetesilden (Hellfire)                               |
| 2013 | Gard Sveen                         | Den siste pilegrimen                                   |
| 2012 | Jørn Lier Horst                    | Jakthundene                                            |
| 2011 | Torkil Damhaug                     | Ildmannen                                              |
| 2010 | Chris Tvedt                        | Dødens sirkel                                          |
| 2009 | Tom Egeland                        | Lucifers evangelium                                    |
| 2008 | Vidar Sundstøl                     | Drømmenes land                                         |
| 2007 | Jørgen Gunnerud                    | Høstjakt                                               |
| 2006 | Tom Kristensen                     | Dødsriket                                              |
| 2005 | Frode Grytten                      | Flytande bjørn                                         |
| 2004 | Ulf Breistrand, Jarl Emsell Larsen | Svarte penger, hvite løgner (television series)        |
| 2003 | Kurt Aust                          | Hjemsøkt                                               |
| 2002 | Gunnar Staalesen                   | Som i et speil                                         |
| 2001 | Jon Michelet                       | Den frosne kvinnen                                     |
| 2000 | Kjell Ola Dahl                     | En liten gyllen ring                                   |
| 1999 | Unni Lindell                       | Drømmefangeren                                         |
| 1998 | Jan Mehlum                         | Kalde hender                                           |
| 1997 | Jo Nesbø                           | Flaggermusmannen                                       |
| 1996 | Karin Fossum                       | Se deg ikke tilbake (Don't Look Back)                  |
| 1995 | Kolbjørn Hauge                     | Død mann i boks                                        |
| 1994 | Anne Holt                          | Salige er de som tørster                               |
| 1993 | Morten Harry Olsen                 | Begjærets pris                                         |
| 1992 | Arild Rypdal                       | Orakel                                                 |
| 1991 | Audun Sjøstrand                    | Valsekongens fall                                      |
| 1990 | Ingvar Ambjørnsen                  | Den mekaniske kvinnen                                  |
| 1989 | Idar Lind                          | 13 takters blues                                       |
| 1988 | Alf R. Jacobsen                    | Kharg                                                  |
| 1987 | Lars Saabye Christensen            | Sneglene                                               |
| 1986 | Edith Ranum                        | Ringer i mørkt vann (audio theatre)                    |
| 1985 | Michael Grundt Spang               | Spionen som lengtet hjem (The Spy Who Longed for Home) |
| 1984 | /                                  | /                                                      |
| 1983 | Kim Småge                          | Nattdykk                                               |
| 1982 | Torolf Elster                      | Thomas Pihls annen lov                                 |
| 1981 | Jon Michelet                       | Hvit som snø                                           |
| 1980 | Fredrik Skagen                     | Kortslutning                                           |
| 1979 | Helge Riisøen                      | Operasjon                                              |
| 1978 | Jon Bing, Tor Åge Bringsværd       | Blindpassasjer (tv-serie)                              |
| 1977 | /                                  | /                                                      |
| 1976 | Pio Larsen                         | Den hvite kineser                                      |
| 1975 | Gunnar Staalesen                   | Rygg i rand, to i spann                                |
| 1974 | Anker Rogstad                      | Lansen                                                 |
| 1973 | David Torjussen (Tor Edvin Dahl)   | Etterforskning pågår                                   |
| 1972 | Sigrun Krokvik                     | Bortreist på ubestemt tid                              |